# Caos granítico de Arnal
O caos granítico de Arnal ou catedral granítica de Arnal é uma formação geológica na serra do Alvão, situada dentro do perímetro do Parque Natural do Alvão. Caracteriza-se por ser uma área extensa de granito em bolas, que resulta numa paisagem agreste e caótica.